# Хейс (река, Манитоба)
Хейс (на английски: Hayes River) е река в централната част на Канада, провинция Манитоба, вливаща се в югозападната част Хъдсъновия залив, Северния ледовит океан. Дължината ѝ от 483 км ѝ отрежда 74-то място сред реките на Канада.

## Географска характеристика

### Извор, течение, устие
Река Хейс изтича от северния ъгъл на езерото Молсън (на 221 м н.в.), разположено в централната част на провинция Манитоба, на 12 км на североизток от езерото Уинипег. Цялото течение на реката е в североизточно направление, като преминава последователно през няколко проточни езера (Робинсън, Логан, Макс, Опиминегока, Уинди, Оксфорд, Бак, Ни и Шуампи), пролома (Хил Гейтс), прагове (Браси Хил) и водопади (Робинсън, Уапанипанис, Уайтмъд, Берик Фолс и др.). На 56°03′11″ с. ш. 93°17′37″ з. д. / 56.053056° с. ш. 93.293611° з. д. и 43 м н.в. отляво в нея се влива река Фокс (120 км), а на 56°22′21″ с. ш. 92°50′57″ з. д. / 56.3725° с. ш. 92.849167° з. д., на 24 м н.в. отдясно се влива най-големият и приток река Годс (над 150 км). Хейс се влива в югозападната част Хъдсъновия залив в непосредствена близост до устието на река Нелсън.

### Водосборен басейн, притоци
Площта на водосборния басейн на реката за тази ѝ дължина е доста голям 108 000 km2, като обхваща и малка част от провинция онтарио.
Водосборният басейн на Хейс граничи с други 2 водосборни басейна:
на северозапад и югозапад – с водосборния басейн на река Нелсън;
на изток и югоизток – с водосборния басейн на река Севърн.
Освен споменатите по-горе два големи притока Фокс и Годс в Хейс се вливат още няколко по-малки: леви – Биг Стоун, Хай Хил, Утик; десни – Сипаниго, Гауан, Стъпарт.

### Хидроложки показатели
Многогодишният среден дебит в устието на Хейс е 590 m3/s. Максималният отток на реката е през юни и юли, а минималния – февруари-март. Снежно-дъждовно подхранване. От ноември до май реката замръзва.

## Откриване и изследване на реката
Устието на река Хейс е открито през есента на 1612 г. от английския мореплавател Томас Батън, изпратен от британското правителство да търси т.н. „Северозападен морски проход“, като експедицията му провежда зимуване в устието на реката .
През 1684 г. по поръчение на английската „Компания Хъдсън Бей“, търгуваща с ценни животински кожи, нейният търговски агент Пиер Радисън основава в устието на Хейс селището Йорк Фактори, което служи за щаб-квартира на Компанията повече от 300 години, до 1957 г. Той изследва най-долното течение на реката и я наименува в чест на сър Джеймс Хейс (1637-1694), секретар на принц Рупърт, основател и първи управител на Компанията.
През 1690 г. друг служител на Компанията Хенри Келси открива и проследява цялото течение на Хейс, като се изкачва по нея до изворите ѝ — езерото Молсън.
През 1754 г. Антъни Хендей, топограф на „Хъдсън Бей“, извършва първото, макар и немного точно картиране на реката.